# Romeo (Míchigan)
Romeo es una villa ubicada en el condado de Macomb en el estado estadounidense de Míchigan. En el Censo de 2010 tenía una población de 3596 habitantes y una densidad poblacional de 688,02 personas por km².

## Geografía
Romeo se encuentra ubicada en las coordenadas 42°48′17″N 83°0′10″O / 42.80472, -83.00278. Según la Oficina del Censo de los Estados Unidos, Romeo tiene una superficie total de 5.23 km², de la cual 5.22 km² corresponden a tierra firme y (0.05%) 0 km² es agua.

## Demografía
Según el censo de 2010, había 3596 personas residiendo en Romeo. La densidad de población era de 688,02 hab./km². De los 3596 habitantes, Romeo estaba compuesto por el 91.85% blancos, el 3.81% eran afroamericanos, el 0.17% eran amerindios, el 0.5% eran asiáticos, el 0% eran isleños del Pacífico, el 1.11% eran de otras razas y el 2.56% pertenecían a dos o más razas. Del total de la población el 5.73% eran hispanos o latinos de cualquier raza.